# Aurélie Resch
Pour les articles homonymes, voir Resch.
Aurélie Resch, née le 5 décembre 1971 à Toronto (Ontario, Canada),  est une écrivaine, réalisatrice et journaliste franco-ontarienne. Auteure de huit livres de fiction, Aurélie Resch travaille sur l’exil et la quête identitaire. Elle remporte des nominations pour le Prix des lecteurs de Radio Canada (2002) et Le prix littéraire de Christine Dumitriu Van Saanen (2005). 

## Biographie
De parents français, Aurélie Resch étudie l'anglais à l'université d'Aix-en-Provence, en France. Elle poursuit avec des études de cinéma à Paris.
Aujourd'hui installée au Canada, Aurélie Resch écrit des romans et publie des articles spécialisés dans les voyages, notamment pour L'Express de Toronto, Toronto Star ou Tourmag.
Par ailleurs, elle réalise des documentaires pour des télévisions francophones et anime des ateliers d’écriture dans les écoles, des salons du livre et les centres culturels. 
Aurélie Resch siège depuis 2005 sur des jurys littéraires  pour le compte du Conseil des arts du Canada, du Conseil des arts de l'Ontario, de la Société de développement de l'industrie des médias de l'Ontario et de Radio-Canada.
En 2008, Aurélie Resch remporte les « Trophées de la présence française à l'étranger » décernés par le Sénat français.
Aurélie Resch travaille de 2007 à 2011 au Conseil d’Administration de l’AAOF (Association des Auteurs de l’Ontario Français). Elle est toujours membre active de l’AAOF (Association des Auteurs de l’Ontario Français) et de nombreuses autres associations d'auteurs et journalistes.

## Thématiques et esthétique
Dans ses nouvelles, Aurélie Resch met souvent en scène un petit garçon qui vit des moments intenses. Dans le recueil Obsessions (2005), elle explore l'exil, tant géographique qu'intérieur, abordant la détresse, l'abandon et la solitude. Le ton du recueil Le bonheur est une couleur (2008) est plus léger. L'auteure cherche à transformer la banalité en littérature vivante. 

## Œuvres

### Roman
- Pars, Ntangu!, Éditions David (2011)

### Nouvelles
- Sous le soleil de midi, Éditions Prise de parole (2017)
- La Dernière Allumette, Éditions David (2011)
- Le bonheur est une couleur, Éditions de l’Interligne (2008)
- Obsessions, Éditions de l’Interligne (2005)
- Les yeux de l’exil, Éditions Le Nordir (2002)

### Poésie
- Pas ici, pas d’ailleurs - Froissements, Anthologie poétique francophone de voix féminines contemporaines, chez Voix d’encre (2011)
- Cendres de lune, Éditions L'Harmattan (2010)
- « Je te regarde", Haïti, je t’aime, Éditions Le Vermillon (2010)

### Albums jeunesse
- Les voleurs de couleurs, Éditions de l’Interligne (2010)
- Les jardins de Carmella, Histoires d’amitiés, Éditions Le Vermillon (2009)
- Contes de la rivière Severn, Éditions Le Vermillon (2005)

## Filmographie
- Sodade, court-métrage fiction, Eolia Productions (2010)[6]
- Ma part manquante, documentaire 52 min, Télé-Québec, Les Productions des Collines (2007)[7]
- Les Héroïnes de l’ombre, documentaire 30 min, Productions Médiatique, ONF[8], Téléfilm Canada[9], Fonds Canadiens de Télévision (2005)
- Fort Severn, projet de documentaire développé avec l’Office National du Film (2002)[8]

## Prix et nominations
- Prix Trillium (2018) avec son recueil de nouvelles Sous le soleil de midi, Éditions Prise de parole
- Médaille d'argent de la North American Travel Journalists Association[10] (2015) catégorie Byline travel column - Greater than 250,000 circulation for "Under the Sea in a Galapagos Game of yellow-flippered tag"[11], Metro News Canada
- Médaille d'argent de la North American Travel Journalists Association[10] (2015) catégorie Byline travel column - Less than 250,000 circulation for "Wadi Rum, Land of Lawrence", Travelife Magazine[12]
- Médaille de bronze de la North American Travel Journalists Association[10] (2015) catégorie Byline travel column - Greater than 250,000 circulation for "The Big Easy: Where life is a little slower", Metro News Toronto
- Finaliste de la North American Travel Journalists Association[10] (2015) catégorie Byline travel column - Less than 250,000 circulation for "On a Quest to see the Yukon's Night Show", Travelife Magazine[12]
- Finaliste au prix de la North American Travel Journalists Association[10] (2014) catégorie "Destination Travel", presse internationale pour l'article "In the Cook Islands, Maori tales weave a spell" publié au Toronto Star
- Prix de l'Union Méditerranéenne du Cinéma et de la Video (2013) pour son court métrage Sodade[13], ce qui l’amène à être présenté au Festival national du court-métrage de Bourges (26-29 septembre 2013)[14]
- Médaille de bronze de la North American Travel Journalist Association (2013), catégorie "Destination Travel" pour journal local à tirage inférieur à 250 000 exemplaires pour l'article "MY TORONTO" publié au journal L'Express de Toronto[15]
- Prix de la Travel Media Association of Canada (2013) pour le meilleur article en langue française[16]
- Finaliste au prix littéraire Trillium (2012) avec Cendres de lune[17]
- Finaliste au prix littéraire Trillium (2011) avec Les voleurs de couleurs[18]
- Finaliste aux Trophées du Sénat Français (2008)[19]
- Finaliste prix des lecteurs de Radio Canada (2005) avec son recueil de nouvelles Obsessions[20]
- Finaliste prix des lecteurs de Radio Canada (2003) avec son recueil de nouvelles Les yeux de l'exil[20]
- Finaliste prix littéraire Christine Dumitriu Van Saanen (2003) avec son recueil de nouvelles Les yeux de l'exil